# اندیس امار
امار یک اندیس فلزی است که در حوالی شهر نصرت آباد استان سیستان و بلوچستان قرار دارد و مادهٔ معدنی موجود در آن، منیزیت است.  